# Стеймаки (Безгрибово)
Стеймаки — упразднённая деревня в Себежском районе Псковской области России. Вошла в черту деревни Безгрибово в составе городского поселения Сосновый Бор.

## География
Находилась в пределах Прибалтийской низменности, возле деревни Безгрыбова (современное написание Безгрибово).

## История
Земли поселения Стеймаки входили в состав Юстиновской волости Себежского уезда Псковской губернии.
Обозначена на американской карте 1950-х годов.

## Инфраструктура
Было личное подсобное хозяйство.

## Транспорт
Через деревню проходила просёлочная дорога, ныне автодорога местного значения «Грошево — Толстяки» (идентификационный номер 58-254-558 ОП МП 58Н-091).